# Чебиково (Мішкинський район)
Чеби́ково (рос. Чебыково, башк. Сабыҡ) — присілок у складі Мішкинського району Башкортостану, Росія. Входить до складу Кайраковської сільської ради.
Населення — 495 осіб (2010; 514 у 2002).
Національний склад:
- марійці — 93 %